# Toxic Holocaust
A Toxic Holocaust egy metal együttes Amerikából. 1999-ben alakultak meg az oregoni Portlandben. Fő profiljuk a thrash metal, de speed metalt, black metalt és D-beatet is játszanak. Lemezkiadójuk: Relapse Records. 2016-ban Magyarországon is felléptek, Dunaújvárosban, a Rockmaraton keretei között. A zenekar eredetileg egyszemélyes projektnek indult, hiszen csak Joel Grind alkotta az együttest. Dalaik jelentős punk hatásokkal is rendelkeznek.

## Tagok
Jelenlegi felállás
- Joel Grind - basszusgitár, éneklés (1999–2008, 2015–), gitárok (1999–2015), dobok (1999–2008)
- Nick Bellmore - dobok (2009–)
- Charlie Bellmore - gitár, háttér-éneklés (2015, koncerteken)

Korábbi tagok
- Al Positions - dobok (2008–2009)
- Phil Zeller - basszusgitár (2008–2015)

## Diszkográfia
- Evil Never Dies (2003)
- Hell on Earth (2005)
- An Overdose of Death... (2008)
- Conjure and Command (2011)
- Chemistry of Consciousness (2013)
- Primal Future: 2019 (2019)